# Cedarinia costata
Cedarinia costata är en insektsart som beskrevs av Sjöstedt 1921. Cedarinia costata ingår i släktet Cedarinia och familjen gräshoppor. Inga underarter finns listade i Catalogue of Life.